# المشاركة الألمانية في الحرب الأهلية الإسبانية
بدأت المشاركة الألمانية في الحرب الأهلية الإسبانية مع اندلاع الحرب في يوليو 1936، وقيام أدولف هتلر بإرسال وحدات جوية ومدرعة قوية على الفور لمساعدة الجنرال فرانسيسكو فرانكو وقواته الوطنية. أرسل الاتحاد السوفياتي قوات أصغر لمساعدة حكومة الجمهورية، في حين فرضت بريطانيا وفرنسا وعشرين دولة أخرى حظرا على أي دخول للذخائر أو الجنود إلى إسبانيا. وقعت ألمانيا النازية أيضًا على الحظر لكنها تجاهلته.
قدمت الحرب تجربة قتالية بأحدث التقنيات للجيش الألماني. إلا أن هذا التدخل شكل خطر التصعيد إلى حرب عالمية لم يكن هتلر جاهزًا لها. لذا فقد حد من مساعدته، وقام بدلاً من ذلك بتشجيع موسوليني على إرسال وحدات إيطالية فاشية كبيرة. انتصر جيش فرانكو؛ وبقي محايدًا رسميًا في الحرب العالمية الثانية، إلا أنه ساعد المحور بطرق مختلفة من سنة 1940 إلى 1943، حتى أنه عرض الانضمام إلى الحرب في 19 يونيو 1940 مقابل المساعدة في بناء الإمبراطورية الاستعمارية الإسبانية. استمرت الحالة الإسبانية ثلاث سنوات، وكانت مقدمة أصغر للحرب العالمية التي اندلعت سنة 1939.
كان الدعم النازي للجنرال فرانكو مدفوعًا بعدة عوامل، بما في ذلك تشتيت الانتباه عن إستراتيجية هتلر الأوروبية المركزية، وإنشاء دولة إسبانية صديقة لألمانيا لتهديد فرنسا. كما وفرت فرصة لتدريب الرجال واختبار المعدات والتكتيكات.

## العمليات العسكرية
قرر هتلر دعم القوميين في يوليو 1936. واستخدم القوات الجوية الألمانية لنقل الجيش الأفريقي إلى إسبانيا. وتأسست شركة نقل إسبانية ألمانية إسمها «شركة النقل الإسبانية المغربية» (HISMA)، و«شركة شراء مواد الخام والبضائع» (ROWAK) وهي شركة ألمانية بالكامل. ونقلت وسائل النقل الألمانية تلك ما يقرب من 2500 جندي من المغرب الإسباني إلى البر الإسباني.
ساعد التدخل المبكر في ضمان نجاح القوميين في المراحل الأولى من الحرب. وأثبت التدريب الذي قدموه للقوميين أنه قيم، إن لم يكن أكثر من العمل المباشر. من 29 يوليو إلى 11 أكتوبر نقل الألمان 13,523 جندي مغربي و270,100 كيلوغرام من المواد الحربية من المغرب إلى أندلسيا وكانت تلك قوات فرانكو الإفريقية، وبالتالي فإن نقلها وتموينها كان عاملاً حاسماً في الحرب. وقعت ألمانيا على اتفاقية عدم التدخل في 24 أغسطس 1936، لكنها خالفتها باستمرار.
بعد الهجوم الجوي الجمهوري على السفينة الحربية الألمانية دويتشلاند، قالت ألمانيا وإيطاليا إنهما ستنسحبان من لجنة عدم التدخل ومن الدوريات البحرية. ثم عادتا أوائل يونيو 1937 إلى اللجنة والدوريات، لكنهم انسحبوا من الدوريات بعد هجوم آخر. ادعى الجيش الألماني في إسبانيا، الذي أعيد تنظيمه وتسميته لاحقًا باسم فيلق الكندور أنه دمر ما مجموعه 372 طائرة جمهورية و60 سفينة تابعة للبحرية الجمهورية الإسبانية. وفقدوا 72 طائرة بسبب العمل العدائي و160 طائرة أخرى بسبب الحوادث. بلغت المساعدات الألمانية للقوميين حوالي 43,000,000 جنيه إسترليني (215,000,000 دولار) بأسعار 1939.
دعمت أطقم الطائرات الألمانية التقدم القومي في مدريد وتخفيف حصار ألكازار. وتجهز طائرة فيلق الكندور بوحدتين مصفحتين. وبحلول نهاية 1936 كان هناك 7000 ألماني في إسبانيا. تم دعم الوطنيين من قبل الوحدات والمعدات الألمانية خلال معركة مدريد وأثناء معركة خاراما في فبراير 1937. أظهر القتال عدم كفاءة طائرات الفيلق مقارنة بالمقاتلين السوفييت المتفوقين. تم دعم الحرب في الشمال من خلال إعادة إمداد فيلق الكندور باستمرار.
في عملية روغن وقصفت عدة طلعات من الطيران قصفا عنيفًا أهدافًا في غرنيكا، مما أسفر عن مقتل 1685 شخصًا وإصابة أكثر من 900. وقامت وحدات برية وعمليات جوية مكثفة بدعم الهجوم على بلباو. أثبت الفيلق أهميته عند المتمردين القوميين. شارك الفيلق أيضًا في معركة برونيت وشاركت القوات البرية والجوية في معركة تيرويل. تم إطلاق حوالي 100 طلعة في اليوم خلال هجوم القوميين المضاد. وهجومهم المستمر على أراغون في أبريل - يونيو 1937، بما في ذلك معركة بيلشيت، وساهم الفيلق بغارات جوية واستخدام قواتهم البرية.
وفي 24-25 يوليو شنت القوات الجمهورية معركة إيبرو. وحذرت وحدات استطلاع فيلق الكندور القوات القومية. ثم قام بـ 422 طلعة جوية كان لها تأثير كبير، مكّن من تعزيز هجوم قومي مضاد. وفي البحر تصرف فريق الاستطلاع البحري التابع لفيلق الكندور ضد الشحن الجمهوري والموانئ والاتصالات الساحلية وأحيانًا الأهداف الداخلية. تتألف مجموعة بحر الشمال الألمانية حول إسبانيا، وهي جزء من كريغسمارينه من البارجة الحربية دويتشلاند وأدميرال شير والطراد الخفيف كولن وأربعة زوارق طوربيد. بالإضافة إلى ذلك، شهدت عملية أورسولا مجموعة من يو بوت الألمانية النشطة في جميع أنحاء إسبانيا لكنها في النهاية كانت فاشلة.

## الدافع والمتطوعين
كان لهتلر عدة دوافع لتدخل بلاده في الحرب الأهلية الإسبانية. من بينها محاولة إلهاء الدول الكبرى عن إعادة العسكرة الألمانية، ومنع انتشار الشيوعية إلى أوروبا الغربية، وإنشاء دولة صديقة لألمانيا لتعطيل بريطانيا وفرنسا؛ وإمكانية التوسع الاقتصادي. ومع أنها تخلت عن الهجوم على مدريد في مارس 1937، إلا أنها دعمت هجمات القوميين على المناطق الضعيفة التي تسيطر عليها الجمهورية؛ بالرغم من إطالة الحرب الأهلية، لكنها ساعدت على تشتيت القوى الغربية الأخرى عن طموحات هتلر في وسط أوروبا. وساعد الهجوم على مقاطعة الباسك وهي مركز تعدين وصناعي في دعم الصناعة الألمانية. في 27 يونيو 1937 أعلن هتلر (في خطاب ألقاه في فورتسبورغ) أنه يدعم فرانكو للسيطرة على الخام الإسباني.
جرت المناقشات حول الأهداف الألمانية للتدخل في يناير 1937. كانت ألمانيا حريصة على تجنب إثارة حرب على مستوى أوروبا، فقد شعرت أن تخصيص المزيد من الموارد لإسبانيا سيثير أوروبا ضده. وتبنى المسؤولون الألمان وجهات نظر متناقضة: اقترح إرنست فون فايتسكر أن الأمر كان مجرد انسحاب رشيق. في حين صرح هيرمان غورينغ أن ألمانيا لن تعترف أبدًا بـ «إسبانيا الحمراء». فجرى اتفاق إيطالي ألماني مشترك بأن آخر الشحنات ستنقل مع بداية فبراير. وبالتالي فإن المساعدة الألمانية ستمنع هزيمة القوميين بالحد الأدنى من الالتزام.
سبّب الانخراط في الحرب الأهلية الإسبانية من تقارب أكثر بين موسوليني وهتلر، فتمكن هتلر من الحصول على موافقة موسوليني على خطط للاتحاد (آنشلوس) مع النمسا. كانت حكومة جبهة الوطن الأم النمسا الكاثوليكية الاستبدادية المناهضة للنازية المستقلة أوقفت نجاح صعود الفاشية، وبعد اغتيال المستشار النمساوي السلطوي إنغلبرت دولفوس سنة 1934، نجح هتلر في امكانية مساعدة عسكرية إيطالية في حالة الغزو الألماني. تم تسوية منع هتلر لأي غزو إيطالي بمحور روما - برلين، وجزئيًا في الحرب الأهلية الإسبانية.
خدم حوالي 5000 ألماني ونمساوي مع الألوية الدولية، وبعضهم كان من اللاجئين السياسيين. وبالمقارنة كان هناك عدد قليل من المتطوعين القوميين من بلدان أخرى.

## اتفاقية عدم التدخل

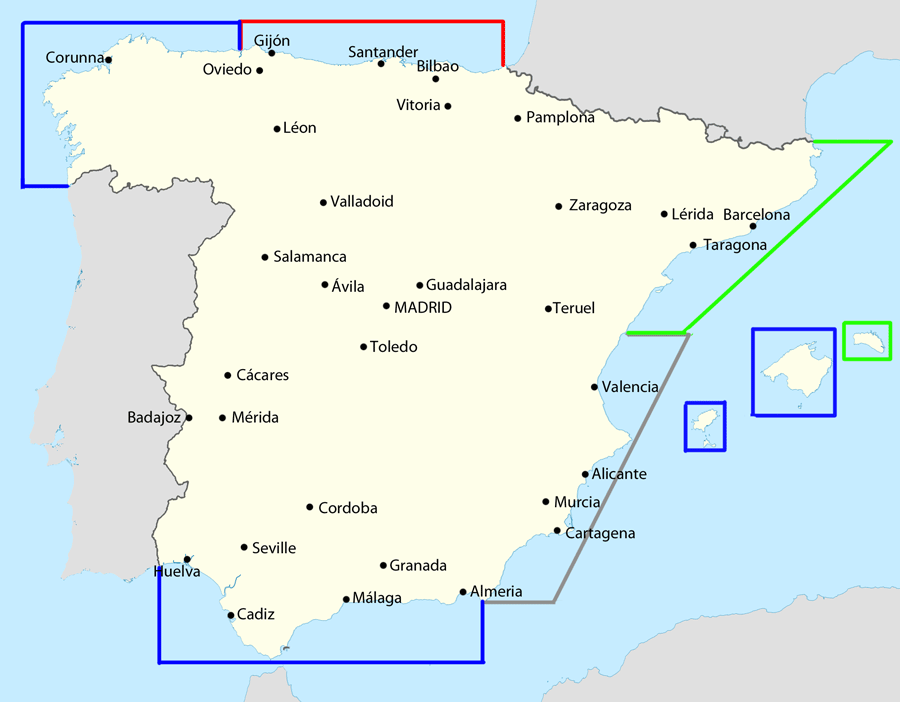
تحديد مناطق حظر دخول السلاح. إسبانيا باللون الرمادي.

جرى مؤتمر عدم التدخل وانبثاق لجنته في مبادرة دبلوماسية مشتركة من حكومتي فرنسا والمملكة المتحدة، من أجل منع تصعيد الحرب إلى صراع دولي لعموم أوروبا. في 4 أغسطس 1936 ضغط الفرنسيون على ألمانيا النازية لعدم التدخل. كان الموقف الألماني هو أن مثل هذا الإعلان ليس ضروريًا، ولكن يمكن إجراء مناقشات حول منع انتشار الحرب إلى بقية أوروبا، طالما كان الاتحاد السوفيتي موجودًا. وقد ذكر في ذلك الاجتماع أن ألمانيا كانت فعليا تمد القوميين.
وفي 9 أغسطس أبلغ الألمان البريطانيين أنه «لم ولن يتم إرسال أي مواد حربية من ألمانيا إلى إسبانيا»، ولكن كان هذا غير صحيح بالبتة، فقد تم الاستيلاء على طائرة ألمانية من طراز Ju 52 سقطت في مناطق الجمهورية. وكان الإفراج عنها مطلوبًا قبل توقيع ألمانيا على ميثاق عدم التدخل. كان هناك اعتقاد متزايد بأن الدول لن تلتزم بالاتفاقية على أي حال. حث الأدميرال إريش رايدر الحكومة الألمانية على إما دعم القوميين بالكامل ومن ثم دفع أوروبا إلى حافة الحرب أو التخلي عنهم. في 24 أغسطس وقعت ألمانيا. عند هذه النقطة تم إنشاء لجنة عدم التدخل لدعم الاتفاق، ولكن أصبح التعامل المزدوج عند الاتحاد السوفياتي وألمانيا واضحًا بالفعل. فقد دأبت ألمانيا على خرق الاتفاقية التي وقعتها.
أنشئت لجنة عدم التدخل لتنفيذ الاتفاقية. ومثٌل يواخيم فون ريبنتروب ألمانيا في المؤتمر (ومعه فون بسمارك نائبا له) ومثل الإيطاليين دينو غراندي، على الرغم من أنهم وجدوا التعامل معه صعبًا. أصبح من الواضح أن اتفاقية عدم التدخل لن تمنع المساعدات الألمانية للقوميين. وفي 18 نوفمبر اعترفت الحكومة الألمانية بالقوميين بأنها حكومة إسبانيا الحقيقية.
```
استجابت ألمانيا لطلب حظر المتطوعين في 7 يناير. كتب هتلر بنفسه الإعلان الألماني.
[
30
]
 استمر عدم الارتياح الألماني بشأن نطاق وحدود ونتائج التدخل في إسبانيا.
[
30
]
 تحدث الدبلوماسيون الألمان كما لو أن رجالهم في إسبانيا كانوا متطوعين حقيقيين.
[
11
]
 ومع ذلك استمرت بريطانيا وفرنسا وألمانيا وإيطاليا وروسيا في الاعتقاد بأن الحرب الأوروبية ليست في مصلحتهم.
[
31
]
```

### مخطط دوريات المراقبة
تم إرسال المراقبين إلى الموانئ والحدود الإسبانية، وتم ابلاغ كلا من ريبنتروب وجراندي بموافقة حكوماتهم على الخطة، بعدما أدخلت شحنات كبيرة إلى المتمردين. وكانت كلفة البرنامج 898,000 جنيه إسترليني، دفعت ألمانيا منها 16%. يبدو أن الوفد الألماني كان يأمل في أن تكون خطة المكافحة فعالة.
في مايو جرى هجوم مسلح على البارجة الحربية الألمانية دويتشلاند. فقالت ألمانيا وإيطاليا إنهما ستنسحبان من اللجنة ومن الدوريات ما لم يتم ضمان عدم وقوع أي هجمات أخرى. ولكن شهد مطلع يونيو عودة ألمانيا وإيطاليا إلى اللجنة والدوريات. ولا تزال من الجرائم في ألمانيا ذكر العمليات الألمانية. بعد الهجمات على الطراد الألماني لايبزيغ في 15 و 18 يونيو والتي نسبها الألمان إلى الجمهوريين، ولكنهم انكروها. انسحبت ألمانيا وإيطاليا مرة أخرى من الدوريات، ولكن ليس من اللجنة. ظلت المناقشات بشأن الدوريات معقدة. فعرضت بريطانيا وفرنسا استبدال ألمانيا وإيطاليا بدوريات من إداراتهما، ولكن الأخيرتين اعتقدتا أن تلك الدوريات ستكون متحيزة للغاية.

## بداية التدخل

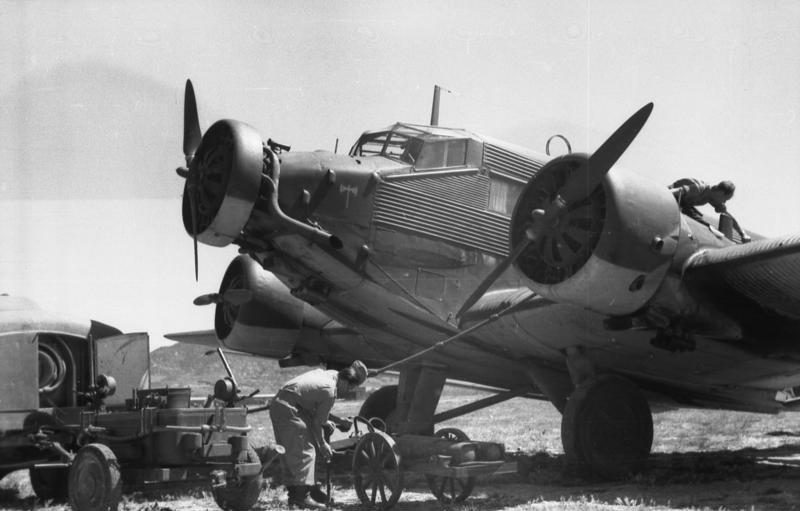
طائرة يونكر يو 52 في كريت سنة 1943.

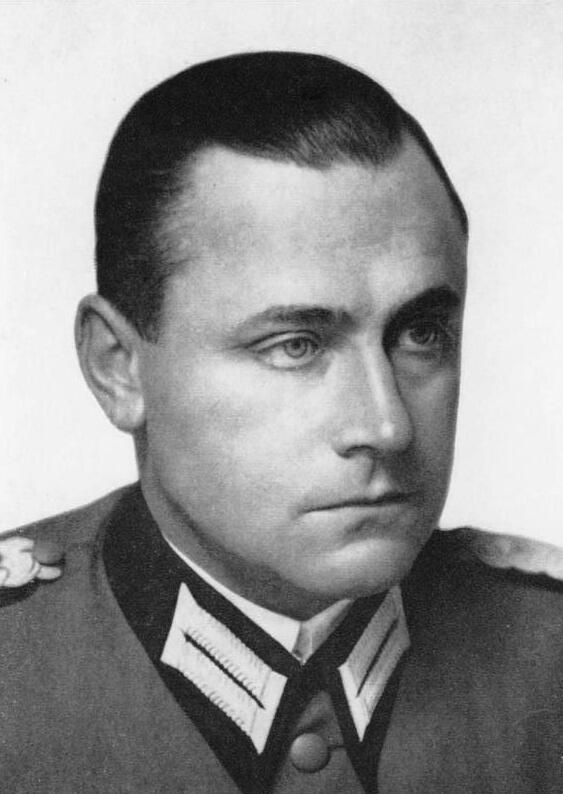
والتر وارليمونت قائد عمليات.

بعد الانقلاب العسكري في إسبانيا الذي أشعل الحرب الأهلية، توجهت حكومة الجمهورية الإسبانية إلى الاتحاد السوفيتي وفرنسا للحصول على الدعم، بينما طلب القوميون دعم ألمانيا النازية وإيطاليا الفاشية. جرت المحاولة الأولى لتأمين الطيران الألماني بطلب 10 طائرات نقل في 22 يوليو 1936، بعدما اتصل فرانكو بهتلر مباشرة. فانقسم الوزراء الألمان حول دعم القوميين، ربما خوفا من التورط في حرب أوروبية نتيجة لذلك. في النهاية قرر هتلر دعم القوميين في 25 أو 26 يوليو، لكنه ظل حذرًا من إثارة حرب في جميع أنحاء أوروبا.
وخلصت وزارة السفر الجوي في الرايخ إلى أن قوات المتمردين بحاجة على الأقل إلى 20 طائرة يونكر 52، يقودها طيارو دويتشه لوفت هانزا، لنقل جيش أفريقيا من المغرب الإسباني إلى البر الإسباني. عُرفت هذه المهمة باسم عملية النار السحرية (بالألمانية: Feuerzauber). تأسست شركة نقل إسبانية ألمانية إسمها «شركة النقل الإسبانية المغربية» (HISMA)، و«شركة شراء مواد الخام والبضائع» (ROWAK) وهي شركة ألمانية بالكامل. ظل هذا التورط في مخفيًا عن وزارتي الخارجية والاقتصاد، وتم تمويله بثلاثة ملايين رايخ مارك (ما يعادل 12 مليون يورو 2009).
كما تم الإبقاء على سرية تنظيم وتجنيد المتطوعين الألمان؛ وبحلول 27 يوليو تم إجراء دعوة للطيارين في المدن الألمانية الكبرى. غادرت الوحدة الأولى المكونة من 86 رجلاً في 1 أغسطس بملابس مدنية، غير مدركين أين يذهبون. وكانوا بصحبة ستة مقاتلات ذات سطحين ومدافع مضادة للطائرات ونحو 100 طن من الإمدادات الأخرى. تم وضعهم في مطار طبلدة بالقرب من إشبيلية، ورافقهم النقل الجوي الألماني، حيث بدأ الجسر الجوي لنقل قوات فرانكو إلى إسبانيا.
ازدادت مشاركة ألمانيا في سبتمبر لتشمل فروع الفيرماخت الأخرى. وتغير في نوفمبر اسم العملية من النار السحرية إلى عملية غيدو. كان الاعتقاد السائد هو أن الجنود سوف يدربون القوميين الإسبان، وليس الاشتباك مع الجمهوريين. وفي أغسطس نقل حوالي 155 طنًا من القنابل من ألمانيا عبر البرتغال. بالإضافة إلى مساعدات عسكرية أخرى. في البداية رفض قائد كريغسمارينه توفير الغواصات، لكن ذلك تغير في 24 أكتوبر بعد توقيع محور روما - برلين، عندما أصبح من الواضح أن إيطاليا الفاشية ستفعل الشيء نفسه. كما قدمت كريغسمرينه العديد من السفن ونسقت حركة الإمدادات الألمانية إلى إسبانيا. وأرسلت غواصات يو بوت إلى المياه الإسبانية تحت اسم عملية أورسولا.
في الأسبوعين التاليين من يوم 27 يوليو 1936 حملت وسائل النقل الألمانية ما يقرب من 2500 جندي من جيش إفريقيا إلى إسبانيا؛ نقل 1500 مابين 29 يوليو و 5 أغسطس. وشحنت طائرات النقل من ألمانيا عبر سان ريمو في إيطاليا إلى إسبانيا. استمرت الطائرات الألمانية في توفير الحماية لتحركات السفن في مضيق جبل طارق. بالبداية قل وقود المحركات، ولكن تم توفيره مع وصول امدادات الوقود من ألمانيا.
بحلول 11 أكتوبر وهي نهاية البعثة رسميا، كان عدد الجنود الذين نقلوا إلى البر الإسباني من المغرب 13500 جندي و 127 رشاشًا و 36 مدفعًا ميدانيًا. وجرى خلال تلك الفترة تنسيق للتدريب والإمداد للقتال العلني. واستبدل قائد العملية ألكسندر فون شيل بقائد جديد وهو والتر وارليمونت، ونقل مقره إلى مقر فرانكو لتنسيق الجهود العسكرية والدبلوماسية. وفي سبتمبر تم إنزال 86 طنًا من القنابل و 40 دبابة من طراز بانزر PzKpfw I و 122 فردًا في إسبانيا؛ كانوا مصحوبين بـ 108 طائرات في الفترة من يوليو إلى أكتوبر، مقسمة بين طائرات للفصيل القومي والمتطوعين الألمان في إسبانيا.
دعمت أطقم الطائرات الألمانية تقدم المتمردين في مدريد، ولكنهم لم ينجحوا. إلا أنهم نجحوا في إزاحة حصار ألكازار. كان الدعم الجوي السوفيتي للجمهوريين يتزايد، لا سيما من خلال توريد طائرات بوليكاربوف. ناشد وارليمونت ألمانيا النازية بزيادة دعمها. إلا أن هناك بعض الشخصيات النازية بمن فيهم غورينغ عارض ذلك، ولكن بعد اعتراف ألمانيا بحكومة فرانكو في 30 سبتمبر، أعيد تنظيم الجهود الألمانية في إسبانيا وتوسيعها.
تم تغيير هيكل القيادة، وتم تجميع الوحدات العسكرية الموجودة في إسبانيا بفيلق واحد، وسميت بفيلق الكندور (بالألمانية:Legion Condor). ووصل أول مسؤول ألماني إلى حكومة فرانكو، وهو الجنرال فيلهلم فون فوبل [الإسبانية] في نوفمبر، ولكن طُلب منه عدم التدخل في الأمور العسكرية. بحلول منتصف نوفمبر وصلت 20 شحنة ألمانية إلى إسبانيا تحمل إمدادات مثل الذخيرة ووقود الطائرات والبنادق والقنابل اليدوية ومعدات الراديو ومركبات مدنية وعسكرية على حد سواء.
قام غورينغ (الذي كان يسيطر على شركة راينميتال بورسيج) بتزويد الجمهوريين بالأسلحة؛ فكان يشحن إلى اليونان لاستخدامها المفترض، ثم تشحن الأسلحة بواسطة شركة بيركل اليونانية بواسطة السفن إلى المكسيك. وكان أيضا يزود القوميين، الذين ينالون أفضل وأحدث الأسلحة بينما يحصل الجمهوريون على أقدم الأسلحة وأقلها استخدامًا. بلغ هذا العرض ذروته في 1937-1938. عندما حدد القوميون 18 سفينة في الموانئ الجمهورية في الفترة من 3 يناير 1937 و 11 مايو 1938، وقدر أن غورينغ تلقى مايعادل باوندا إسترلينيًا لكل بندقية. فكانت أول شحنة قدمت من هامبورغ إلى أليكانتي في 1 أكتوبر 1936 بواسطة السفينة الويلزية برامهيل وبها 19000 بندقية و 101 رشاش وأكثر من 20 مليون خرطوشة لميليشيا CNT في برشلونة. كما أرسلت ألمانيا النازية في الحرب الدعائية هدية جهاز إرسال من Telefunken لخدمة الإذاعة الوطنية حديثة النشأة.

## فيلق الكندور
تألف فيلق كوندور عند تأسيسه من لواء Kampfgruppe 88 به ثلاثة أسراب من قاذفات يو 52، ولواء Jagdgruppe 88 به ثلاثة أسراب من مقاتلات هاينكل هي 51، ولواء الاستطلاع Aufklärungsgruppe 88، ولواء دفاع جوي Flakabteilung 88 ولواء الإشارة ولواء الإعلام. أعطيت القيادة العامة لهوغو شبيرل ورئيس أركانه ألكسندر هول. ونقل شيل ليصبح ملحقًا عسكريًا في سالامانكا. كما تم تشغيل وحدتين مدرعتين بقيادة فيلهلم ريتر فون توما مع 106 من بانزر-1.
تلقى القوميين دعما بوحدات ومعدات ألمانية وإيطالية خلال معركة مدريد. ومع ذلك ظل الوضع العسكري في مدريد سيئًا للقوميين، وبدأت الطائرات الألمانية والإيطالية (تحت إشراف فرانكو) في قصف كامل المدينة. وحرص الألمان على ملاحظة آثار القصف المدني والحرق المتعمد للمدينة. فلم تنجح الطائرات الألمانية في قصفها وهجماتها. فالتفوق الجمهوري بات واضحًا، ولا سيما مع الطائرات السوفيتية Polikarpov I-15 وI-16. ووصف المؤرخ هيو توماس أسلحتهم بأنها «بدائية».
حث فاوبيل في نوفمبر-ديسمبر على إنشاء وحدة ألمانية منفردة قوامها 15,000 - 30,000 معتقدًا أنها كافية لتحويل مجرى الحرب إلى القوميين. عارض هانز هاينريش ديخوف أن هذا لن يكون كافياً، وأن تلك الأعداد الكبيرة يمكن أن تثير غضب الإسبان. وأرسلت طائرات جديدة بين أواخر 1936 وأوائل 1937 إلى فيلق الكندور. أما الطائرات القديمة فتم تمريرها إلى القوميين. وبحلول نهاية 1936 كان هناك 7000 ألماني في إسبانيا. قدر البريطانيون أنه قد نقل من ألمانيا إلى القوميين 320,000 بندقية و 550,000 مسدس مابين يناير 1937 وأغسطس 1938.
عملت القوات الألمانية أيضًا في معركة خاراما التي بدأت بهجوم قومي في 6 فبراير 1937. وشملت القوات البرية التي قدمتها ألمانيا ومنها بطاريتان من المدافع الرشاشة وفرقة دبابات ومدافع فيلق الكندور المضادة للطائرات. تكافؤ الطيران الجمهوري والقومي في القصف ساعد على استمرار الجمود. وأظهر عدم كفائة طائرات الفيلق في مواجهة المقاتلات السوفيتية المتفوقة. خفف الفيلق جزئيًا من مساهماته، مما أدى إلى هزيمة كبرى للقوميين في معركة غوادالاخارا خلال شهر مارس.
تم تعيين جنرال للقوات الإيطالية-الألمانية المشتركة في يناير 1937 لتقديم المشورة إلى فرانكو بشأن خطط للحرب. أدت هزيمة قوة إيطالية كبيرة وتفوق الاتحاد السوفيتي المتزايد في الدبابات والطائرات إلى دعم الألمان لخطة للتخلي عن الهجوم على مدريد وتركيز سلسلة من الهجمات على المناطق الأضعف التي يسيطر عليها الجمهوريون. وبينما ظنت العديد من الدول أن القوات الآلية قد أضحت أقل فعالية مما كان يعتقد في السابق، كان الذي يسيطر على الفكر الألماني هو قلة كفاءة الإيطاليين القتالية.

### حملة الباسك
كانت مقاطعة بيسكاي المنعزلة هي جزء من إقليم الباسك في شمال إسبانيا، هي الهدف الأول فيما سمي بالحرب في الشمال. بدأ بهجوم قومي - إيطالي، ومدعوما بطائرات فيلق الكندور المعاد تجهيزها. بقي سبيرل في سالامانكا. وحل فولفرام فريهر فون ريختهوفن محل هول في يناير نائبًا وقائد فعلي لتلك الحملة. هاجمت طائرات الفيلق في البداية بلدات أوكستانديو ودورانغو.
لم يكن لدى دورانغو دفاع مضاد للطائرات، وما عنده هي دفاعات ثانوية. وبحسب الباسك توفي 250 مدنياً في 31 مارس، ومنهم القس والراهبات ومصلين في مراسم الكنيسة. وتعرض الألمان للكراهية بسبب غاراتهم الجوية. وتراجعت القوات البرية الباسكية بالكامل نحو بلباو عبر بلدة غيرنيكا التي تعرضت للهجوم في 26 أبريل في واحدة من أكثر الأحداث إثارة للجدل في الحرب الأهلية الإسبانية. في عملية روغن التي قصفت موجات من الطائرات أهدافًا في المدينة ودمرتها. وكان عدد الضحايا موضع جدل، حيث قتل 200 - 300 شخص؛ بينما أرقام الباسك ذكرت أن أعداد القتلى 1,654 قتيلًا و 889 جريحًا.
قدم القوميون عدة تفسيرات بما في ذلك إلقاء لوم الهجوم على الجمهوريين، بأن الهجوم على البلدة كان هجومًا طويل الأمد. ومع ذلك فإن طبيعة العملية نفسها تجعل هذا يبدو غير مرجح. كان الهجوم على بلباو، عندما جاء في النهاية في 11 يوليو مدعومًا بوحدات برية من فيلق الكندور وعمليات جوية مكثفة. أثبت فيلق الكندور أهميته عند القوميين.

### الحملات الأخرى

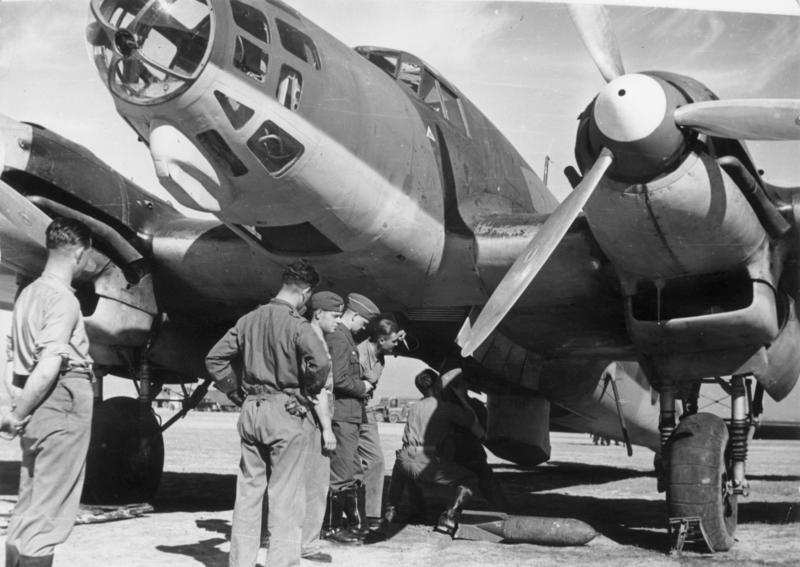
قاذفة متوسطة من طراز هنيكل إتش إي 111E التابعة لفيلق الكندور.

شارك فيلق الكندور أيضا في معركة برونيت، حيث أرسل تعزيزاته من الشمال لدعم الجبهة المتخلخلة. فركزت القاذفات والمقاتلات الموجودة في سالامانكا في غاراتها على المركبات المدرعة للجيش الجمهوري الإسباني، ثم مواقعه الدفاعية بعد ذلك. كانت طائرات سلاح الجو الجمهوري الأسباني غير فعالة -على الرغم من مخاوف القوميين- مقارنة بالطائرات الألمانية. خسر الفيلق ثماني طائرات، لكنه حقق 18 انتصارًا. تم تحسين التكتيكات الألمانية أيضًا مع تجربة برونيت، ولا سيما في الاستخدام الجماعي للدبابات من قبل القوميين.
عاد القوميون في تركيزهم بالاستيلاء على الشمال الإسباني. فواجهت الطائرات التجريبية الألمانية الحديثة، قسمًا قديمًا من سلاح الجو الجمهوري الأسباني في الباسك. تم استخدام القصف الجوي المكثف من 200 طائرة قومية وألمانية وإيطالية بعيدًا عن خطوط الباسك في أغسطس 1937، مما أدى إلى سقوط سانتاندير بعد معركة كبيرة في 1 سبتمبر. انتهت معارك أستورياس بسقوط خيخون في 21 أكتوبر. وفورا بدأت ألمانيا بشحن المنتجات الصناعية للمنطقة إلى ألمانيا. طالب سبيرل مرارًا وتكرارًا مع فوبيل رافضا احتكار HISMA. فأزاح فرانكو فوبيل من خلال سبيرلوحل وحل محله إبرهارد فون ستورير. ثم عاد سبيرل إلى ألمانيا وحل محله هيلموت فولكمان [الإسبانية].
بدأ فيلق كوندور أسبوعًا من الضربات ضد المطارات الجمهورية، والتي أوقفها تقدم الجمهوريين على طرويل وما تلاها من معركة طرويل. تم استخدام كل من القوات البرية والجوية للجيش. أدى سوء الطقس إلى قلة الغارات الجوية، فسقطت المدينة في أيدي القوات الجمهورية في 6 يناير. تم إطلاق ما يصل إلى 100 طلعة جوية يوميًا خلال هجوم القوميين المضاد عبر وادي ألفامبرا. فاستعيدت طرويل في 22 فبراير. استمر الهجوم القومي على أراغون في أبريل - يونيو 1937، فاندلعت معركة بلشيت، فساهم الفيلق بقصفه الجوي واستخدام قواته البرية.
انتقل الفيلق بعد ذلك للتركيز  شمالا باتجاه نهر سغري، قبل أن ينتقل جنوبًا مرة أخرى بعد انتصارات القوميين. فقد كذبت كلمات هتلر لزملائه عن التغيير في وضع الحرب في ألمانيا:«أن نصرًا سريعًا في الحرب لم يكن مرغوبًا فيه، والأفضل هو الاستمرار الحرب». والسياسة الألمانية هي منع سقوط الجمهوريين. ومع ذلك بدأت الخسائر البشرية في صفوف الفيلق، بالإضافة إلى عودة النشاط الجوي الجمهوري وتوقف التقدم القومي. [97] فاندلع جدل في ألمانيا حول الفاتورة (ارتفعت الآن إلى 10 ملايين رايخ مارك في الشهر، أي ما يعادل 38 مليون يورو 2009) المستمرة دون حل. وبدأ عتاد الفيلق بالنفاد.
في 24-25 يوليو شنت القوات الجمهورية آخر هجوم كبير في الحرب، معركة إبرو. لاحظت وحدات الاستطلاع التابعة لفيلق الكندور زيادة في القوات، فحذرت القوات القومية. ولكن التحذير ذهب أدراج الرياح. على الرغم من أن القوات الجمهورية كسبت الأرض، إلا أنها فشلت في السيطرة على غانديسا بسبب 422 طلعة جوية من الفيلق التي كان لها تأثير كبير. ولكن ظهور التوترات في تشيكوسلوفاكيا ونقص الطيارين في ألمانيا أدى إلى عودة 250 طيارًا من الفيلق. على الرغم من أن الإسبان المدربين غطوا بعض النقص، إلا أن فولكمان اشتكى إلى القيادة المركزية في برلين، مما أدى إلى استقالته في سبتمبر.
خلال المعركة التي شهدت 113 يومًا من القتال، فقدت 10 طائرات فقط (بعضها عن طريق الصدفة)؛ طالب الفيلق بحوالي 100 طائرة جمهورية. قُتل خمسة أطقم جوية فقط وأسر ستة. توقفت المساعدات من ألمانيا مؤقتًا في منتصف سبتمبر. حسمت ألمانيا وإسبانيا القومية قضية المصالح الألمانية في المناجم الإسبانية.
أخذ الفيلق استراحة قصيرة من الخدمة الفعلية لاستقبال طائرات جديدة، مما رفع قوته إلى 96 طائرة، أي حوالي خمس إجمالي القوة القومية. عاد فون ريشتهوفن إلى إسبانيا في القيادة العامة، مع هانز سايدمان رئيسا للأركان. قد يكون هذا التعزيز هو أهم تدخل منفرد من جانب طرف أجنبي في الحرب، مما أتاح لهجوم مضاد بعد معركة إبرو. شاركت بشكل أساسي في العمليات ضد القوات الجوية الجمهورية المتبقية خلال الفترة من يناير إلى فبراير 1939 وبنجاح كبير. وقد حل الفيلق بسرعة، فعاد الرجال في 26 مايو؛ تم إرجاع أفضل الطائرات إلى ألمانيا واشترى النظام الإسباني الجديد باقي المعدات.
زعم فيلق كوندور أنه دمر 320 طائرة جمهورية من خلال القتال الجوي وأسقط 52 طائرة أخرى باستخدام مدافع مضادة للطائرات. كما زعموا أنهم دمروا 60 سفينة. وأنهم فقدوا 72 طائرة بسبب الأعمال العدائية، و160 أخرى بسبب الحوادث.

## العمليات البحرية

### فيلق الكندور
كان طاقم الاستطلاع البحري 88 (بالألمانية: Aufklärungsstaffel See 88) تتبع لفيلق الكندور بقيادة كارل هاينز وولف. وتعمل بشكل مستقل عن القسم البري، وعملت ضد الشحن الجمهوري والموانئ والاتصالات الساحلية وأحيانًا تقصف أهدافًا داخلية مثل الجسور. استخدمت الطائرات العائمة، بدءًا من Heinkel He 60 التي بدأت العمل في أكتوبر 1936. ثم توسعت العمليات بدءًا من يونيو للسماح بالهجمات على جميع الموانئ الجمهورية، طالما لاتوجد سفن بريطانية قريبة منها. تم مهاجمة عشر سفن في النصف الثاني من 1937؛ ومع ذلك أثبتت الطوربيدات النرويجية عدم فعاليتها، فاستعيض عنها بالهجوم على الأهداف وقصفها.
شهد وصول مارتن هارلينجهاوسن توسيع نطاق العمليات واستهداف أليكانتي وألمرية وبرشلونة وكارتخينا. مع انخفاض النشاط البحري، أصبحت الأهداف الداخلية أكثر عددًا، وبدأت المهام الليلية. أصبحت الأنشطة الداعمة للقوات البرية المحور الرئيسي للوحدة حتى نهاية الأعمال العدائية. وبالنهاية، قُتل من لواء الاستطلاع 11 رجلاً أثناء القتال، وتوفي خمسة آخرون بسبب حوادث أو مرض.

### كريغسمارينه
بشكل علني كانت كريغسمارينه جزءًا من قوة تنفيذ اتفاقية عدم التدخل الموقعة في 28 سبتمبر 1936، والتي منعت الدول الموقعة عليها من التدخل في الحرب الأهلية. ومع ذلك وقفت البوارج الحربية الألمانية دويتشلاند وأدميرال شير في مضيق جبل طارق لمنع تدخل السفن الجمهورية بينما كانت تنقل قوات فرانكو من المغرب إلى البر الإسباني. بحلول منتصف أكتوبر تألفت مجموعة بحر الشمال الألمانية حول إسبانيا من البوارج الحربية دويتشلاند والأدميرال شير والطراد الخفيف كولن وأربعة زوارق طوربيد. وسرعان ما اكتشفوا دليلاً على أن الاتحاد السوفيتي كان يمد الجمهوريين. كما ساعدوا الطائرات المحجوزة لفيلق الكندور في عبور البحر الأبيض المتوسط، كما وساعدوا في معركة مالقة.
في 29 مايو تعرضت دويتشلاند لهجوم من طائرتين جمهوريتين. وزُعم أن طياريهم السوفييت قد ظنوا خطأ أنها السفينة القومية كاناريا، أو أنها تعرضت لإطلاق نار من قبلها. قُتل 32 بحار، وهي أكبر خسارة في الأرواح لدى كريغسمارينه في الحرب. وبعد هجوم انتقامي على ألمرية (كانت بلنسية هي الهدف الأصلي، لكن حقول الألغام شكلت مشكلة كبيرة جدًا)، اقتربت ألمانيا من الانسحاب من الاتفاقية، لكن جهود بريطانيا الدبلوماسية أبقت دوريات ألمانيا موجودة.
ثم ادعى الألمان أن السفينة لايبزيغ تعرضت لهجوم من قبل غواصة مجهولة قبالة وهران، انسحبت رسميًا من الدوريات الدولية لإنفاذ الاتفاقية. اعتبر وزير الدفاع الجمهوري إنداليسيو برييتو أنه إعلان حرب من ألمانيا، لكن الخوف السوفييتي من حرب عالمية حال دون ذلك.

### عملية أرسولا
شهدت عملية أورسولا (التي سميت على اسم ابنة كارل دونيتز) تحركات نشطة لمجموعة من الغواصات الألمانية حول المياه الإسبانية ضد بحرية الجمهورية الإسبانية تحت القيادة العامة لهيرمان بوهم (كونتريميرال منذ 1934 ونائب أميرال منذ 1 أبريل 1937) في برلين. بدأت في 20 نوفمبر 1936 مع حركة U-33 وU-34 من فيلهلمسهافن. تم حجب أي علامات تعريف وبقيت المهمة بأكملها سرية.
ودخلوا البحر الأبيض المتوسط ليلة 27-28 نوفمبر، ليحلوا محل دوريات الغواصات الإيطالية. وفي حالة التلف كان عليهم الإبحار إلى لا مادالينا، والدخول تحت العلم الإيطالي. عملت U-33 حول أليكانتي، و U-34 حول كارتاخينا. أدت الصعوبات في تحديد الأهداف المشروعة والمخاوف بشأن الاكتشاف إلى الحد من عملياتهم. غالبًا ما تعطلت الطوربيدات التي استخدموها. وأثناء عودتهم إلى فيلهلمسهافن في ديسمبر، غرقت الغواصة الإسبانية C-3. فزعم الألمان أن هذا كان بسبب طوربيد أطلق من U-34، مع أن تحقيقات الجمهوريين ذكرت أن الغرق كانت بسبب انفجار داخلي. كانت عودتهم بمثابة النهاية الرسمية لعملية أورسولا. ومع ذلك يبدو أنه تم إرسال المزيد من الغواصات في منتصف 1937، لكن تفاصيل العملية غير معروفة؛ ستة (U-25 و U-26 و U-27 و U-28 و U-31 و U-35) يُعتقد أنهم متورطون. حصل خمسة من قادة الغواصات على صليب البرونز الإسباني بدون سيوف سنة 1939.

## المحصلة
ساعد التدخل الألماني المبكر ببقاء الفصيل القومي على قيد الحياة في المراحل الأولى من الحرب؛ ثم توسعت المشاركة الألمانية بشكل مطرد. أثبت التدريب الذي قدموه للقوات القومية أنه ذو قيمة، إن لم يكن أكثر من إجراءات مباشرة. تم تدريب ما يقرب من 56,000 جندي قومي من قبل مفارز ألمانية مختلفة في إسبانيا، والذين كانوا بارعين تقنيًا. وغطت هذه الوحدات المشاة والدبابات والوحدات المضادة للدبابات والقوات الجوية والمضادة للطائرات وتلك المدربة على الحرب البحرية.
قاد فيلق الكندور العديد من انتصارات القوميين، وخصوصا عند توفير السيطرة الجوية من 1937 فصاعدًا. تم ادعاء 300 انتصار جو-جو، على الرغم من أنه ضئيل أمام 900 ادعاء بانتصار إيطالي. قدمت إسبانيا أرضية إثبات لتكتيكات الدبابات الألمانية، فضلاً عن تكتيكات الطائرات، وكان الأخير ناجحًا إلى حد ما. تم تكرار التفوق الجوي الذي سمح لأجزاء معينة من الفيلق بالتفوق في السنة الأولى من الحرب العالمية الثانية، ولكنه فشل في النهاية في الانتصار في معركة بريطانيا.
قاتل ما مجموعه 16,000 ألماني في الحرب الأهلية، معظمهم من الطيارين وطواقم الأرض ورجال المدفعية وطواقم الدبابات ومستشارين ومدربين عسكريين. كان حوالي 10,000 ألماني هو أقصى عدد في الوقت الواحد. قُتل ما يقرب من 300 ألماني. أثناء الحرب أرسلت ألمانيا 732 طائرة مقاتلة و 110 طائرة تدريب إلى إسبانيا. بلغت المساعدات الألمانية للقوميين حوالي 43 مليون جنيه إسترليني (215 مليون دولار أمريكي) بأسعار 1939 (ما يعادل 3 مليار جنيه إسترليني 2019). تم تقسيم ذلك في الإنفاق إلى 15.5% للرواتب والمصروفات، و 21.9 % للتسليم المباشر للإمدادات إلى إسبانيا، و 62.6% تم إنفاقها على قوات الكندور. لم يتم العثور على قائمة مفصلة بالإمدادات الألمانية المقدمة إلى إسبانيا. كما وافق فرانكو على التوقيع على إنتاج ستة مناجم للمساعدة في دفع تكاليف المساعدات الألمانية

### مرجع
1. ↑  Carr (1971). p. 209.
2. ↑  Weinberg, Gerhard. A World in Arms, Cambridge: Cambridge University Press, 2005 page 177.
3. 1 2 3 4 5 6 7 8 9  Westwell (2004). p. 16.
4. ↑  Llewellyn, Jennifer; Southey, Jim; Thompson, Steve (1 Sep 2015). "Nazi Germany and the Spanish Civil War". Nazi Germany (بالإنجليزية الأمريكية). Archived from the original on 2023-03-07. Retrieved 2020-06-29.
5. ↑  Zabecki، David T. (2015). World War II in Europe : an encyclopedia. London: Routledge. ص. 586. ISBN:978-1-135-81242-3. OCLC:908389541. مؤرشف من الأصل في 2020-07-01.
6. ↑  Shaw، Jeffrey M.؛ Demy، Timothy J. (2017). War and religion : an encyclopedia of faith and conflict. Santa Barbara, California: ABC-CLIO. ص. 765. ISBN:978-1-61069-516-9. OCLC:957140981. مؤرشف من الأصل في 2020-07-02.
7. ↑  Corum، James S. (2020). Legion Condor 1936-39 : the Luftwaffe Develops Blitzkrieg in the Spanish Civil War. Turner, Graham. London: Bloomsbury Publishing Plc. ص. 68. ISBN:978-1-4728-4005-9. OCLC:1139890125. مؤرشف من الأصل في 2020-07-02.{{استشهاد بكتاب}}:  صيانة الاستشهاد: التاريخ والسنة (link)
8. 1 2  Westwell (2004). p. 29.
9. 1 2 3  Westwell (2004). p. 30.
10. ↑  Thomas (1961). p. 459.
11. 1 2 3  Thomas (1961). p. 341.
12. ↑  Thomas (1961). p. 342.
13. ↑  Cienciala (1968). p. 30.
14. ↑  Payne (1996). p. 250.
15. ↑  Payne (1996). p. 251.
16. ↑  Knight (1998). pp. 71–72.
17. ↑  Thomas (1961). p. 395.
18. ↑  Beevor (2006). p. 374.
19. ↑  Stone (1997). p. 134.
20. 1 2  Thomas (1961). p. 257.
21. ↑  Thomas (1961). p. 259.
22. 1 2  Alpert (1998). p. 44.
23. ↑  Thomas (1961). p. 260.
24. ↑  Thomas (1961). p. 261.
25. ↑  Thomas (1961). pp. 263–264.
26. ↑  Stone (1997). p. 133.
27. ↑  Alpert (1998). p. 61.
28. ↑  Thomas (1961). p. 278.
29. ↑  Thomas (1961). p. 332.
30. 1 2  Thomas (1961). p. 340.
31. ↑  Thomas (1961). pp. 342–343.
32. 1 2  Thomas (1961). p. 394.
33. ↑  Thomas (1961). pp. 395–396.
34. 1 2  Bulletin of International News (1937). p. 3.
35. 1 2  Thomas (1961). p. 441.
36. 1 2  Thomas (1961). p. 456.
37. ↑  Thomas (1961). p. 457.
38. ↑  Bulletin of International News (1937). pp. 4–5.
39. ↑  Bulletin of International News (1937). p. 7.
40. ↑  Westwell (2004). p. 10.
41. 1 2  Westwell (2004). p. 11.
42. ↑  Thomas (1961). pp. 231–232.
43. 1 2  Thomas (1961). p. 230.
44. 1 2 3 4  Westwell (2004). p. 13.
45. 1 2  Westwell (2004). p. 14.
46. 1 2 3 4  Westwell (2004). p. 19.
47. 1 2 3  Westwell (2004). p. 15.
48. ↑  Thomas (1961). p. 244.
49. 1 2  Westwell (2004). p. 17.
50. ↑  Westwell (2004). p. 18.
51. 1 2 3  Westwell (2004). p. 21.
52. ↑  Westwell (2004). pp. 21–22.
53. ↑  Westwell (2004). pp. 22–23.
54. 1 2 3  Westwell (2004). p. 23.
55. ↑  Thomas (1961). p. 333.
56. ↑  Beevor (2006). pp. 366–368, 538 note 4.
57. ↑  Beevor (2006). p. 199.
58. ↑  Thomas (1961). p. 322.
59. 1 2 3  Westwell (2004). p. 24.
60. ↑  Thomas (1961). p. 329.
61. ↑  Thomas (1961). p. 317.
62. ↑  Thomas (1961). p. 334.
63. 1 2  Westwell (2004). p. 25.
64. ↑  Thomas (1961). p. 337.
65. ↑  Leitz (1996). p. 20.
66. ↑  Westwell (2004). pp. 25–26.
67. ↑  Westwell (2004). p. 26.
68. ↑  Thomas (1961). p. 376.
69. ↑  Westwell (2004). p. 27.
70. ↑  Thomas (1961). p. 388.
71. ↑  Thomas (1961). pp. 401–402.
72. 1 2  Thomas (1961). p. 403.
73. 1 2 3  Westwell (2004). p. 31.
74. ↑  Thomas (1961). pp. 403–404.
75. ↑  "The legacy of Guernica". BBC website. BBC. 26 أبريل 2007. مؤرشف من الأصل في 2020-07-27. اطلع عليه بتاريخ 2011-06-06.
76. ↑  Thomas (1961). p. 419.
77. ↑  Thomas (1961). p. 420.
78. ↑  Westwell (2004). pp. 32–33.
79. ↑  Thomas (1961). pp. 420–421.
80. 1 2  Westwell (2004). p. 33.
81. ↑  Thomas (1961). p. 462.
82. ↑  Westwell (2004). pp. 33–34.
83. ↑  Westwell (2004). p. 35.
84. 1 2 3  Westwell (2004). p. 36.
85. ↑  Thomas (1961). pp. 468–469.
86. ↑  Westwell (2004). p. 38.
87. 1 2  Thomas (1961). p. 471.
88. ↑  Westwell (2004). pp. 38–39.
89. 1 2 3  Westwell (2004). p. 39.
90. ↑  Westwell (2004). p. 40.
91. ↑  Thomas (1961). p. 502.
92. ↑  Thomas (1961). p. 510.
93. ↑  Thomas (1961). p. 487.
94. ↑  Thomas (1961). p. 541.
95. 1 2  Westwell (2004). p. 41.
96. 1 2  Westwell (2004). p. 44.
97. ↑  Thomas (1961). p. 553.
98. 1 2  Thomas (1961). p. 566.
99. ↑  Westwell (2004). pp. 44–45.
100. ↑  Westwell (2004). p. 45.
101. ↑  Westwell (2004). p. 46.
102. ↑  Westwell (2004). p. 47.
103. ↑  Westwell (2004). pp. 47–48.
104. 1 2 3 4  Westwell (2004). p. 48.
105. 1 2  Westwell (2004). p. 49.
106. ↑  Westwell (2004). p. 51.
107. ↑  Beevor (2006). p. 73.
108. 1 2 3 4  Westwell (2004). p. 56.
109. ↑  Thomas (1961). p. 440.
110. 1 2  Westwell (2004). p. 57.
111. ↑  Thomas (1961). pp. 441–442.
112. 1 2 3  Westwell (2004). p. 58.
113. 1 2 3  Westwell (2004). p. 60.
114. 1 2  Westwell (2004). p. 87.
115. ↑  Westwell (2004). p. 88.
116. ↑  Westwell (2004). pp. 88–89.
117. 1 2 3  Thomas (1961). p. 634.
118. ↑  Leitz (1996). pp. 81–92.